# Feralpisalò 2022-2023
Questa voce raccoglie le informazioni riguardanti la Feralpisalò nelle competizioni ufficiali della stagione 2022-2023.

## Stagione
La Feralpisalò disputa la dodicesima stagione consecutiva in terza serie. L'allenatore è ancora Stefano Vecchi, il quale rinnova il contratto con la società fino al 30 giugno 2024. L'esordio stagionale avviene il 30 luglio 2022 nel turno preliminare della Coppa Italia, nel quale la Feralpisalò batte in trasferta il Südtirol per 3-1 qualificandosi per i trentaduesimi, dove viene sconfitta per 2-1 dall'Udinese e venendo quindi eliminata dalla competizione. In campionato, la squadra esordisce il 3 settembre in casa dell'AlbinoLeffe, vincendo la gara per 1-0. Al termine della 5ª giornata, a seguito di quattro vittorie ed una sconfitta, i gardesani conquistano la vetta della classifica in coabitazione con il Padova. Successivamente, a seguito di due sconfitte consecutive, la squadra scivola all'ottavo posto, per poi tornare nelle parti alte della classifica a seguito di due vittorie consecutive contro Sangiuliano City e Pordenone. All'11ª giornata, a seguito della pesante sconfitta interna contro il Renate, la Feralpisalò scende al quinto posto, tuttavia restando a soli 3 punti dalla vetta. Il 2 novembre, la squadra viene eliminata al secondo turno dalla Coppa Italia Serie C, a seguito della sconfitta interna per 5-2 con la Juventus Next Gen. Dopo la 17ª giornata, a seguito del pareggio esterno sul campo della Triestina che vale il sesto risultato utile consecutivo, i gardesani guadagnano la seconda posizione al pari di Pordenone e Pro Sesto, ad un solo punto dalla capolista L.R. Vicenza, che la Feralpisalò aveva sconfitto al Menti alla 12ª giornata. Alla penultima giornata d'andata, a seguito della vittoria casalinga sul Novara, la squadra guadagna la vetta della classifica a pari punti con la Pro Sesto, con cui pareggia il turno successivo, chiudendo il girone d'andata al primo posto. Nel girone di ritorno, la Feralpisalò patisce due sconfitte interne alla 22ª e alla 24ª giornata, rispettivamente con Piacenza e Virtus Verona, restando comunque nel gruppo di testa. Alla 27ª giornata, a seguito della vittoria sull'Arzignano Valchiampo, la squadra torna al primo posto in classifica. Nello scontro diretto della 29ª giornata con il Pordenone, i gardesani pareggiano mantenendo la testa della classifica a pari punti con Lecco e Pro Sesto, sopravanzando di un punto proprio il Pordenone. A seguito di due vittorie consecutive contro Renate e L.R. Vicenza, la Feralpisalò si ritrova da sola in vetta alla classifica al termine della 31ª giornata. Alla 33ª giornata i gardesani battono il Mantova consolidando il primato e portandosi a quattro punti di distacco sul secondo posto, complici i contemporanei pareggi di Lecco e Pro Sesto e la sconfitta del Pordenone. Alla quartultima giornata, la squadra allunga il distacco sul secondo posto a cinque punti a seguito della vittoria sul campo della Juventus Next Gen. Alla 36ª giornata la Feralpisalò conquista matematicamente la promozione in Serie B con due giornate d'anticipo sulla fine del torneo, dopo avere sconfitto la Triestina (1-0). Con la vittoria del proprio girone, i gardesani acquisiscono il diritto di partecipare alla Supercoppa Serie C, nella quale si classificano al secondo posto dopo essere stati sconfitti dal Catanzaro e dopo aver battuto la Reggiana, con queste ultime che, pareggiando nell'ultima giornata, sanciscono la vittoria del trofeo da parte del Catanzaro.

## Divise e sponsor
Come dal 2019, le divise da gioco sono autoprodotte dalla società; per il secondo anno consecutivo ciò avviene attraverso la startup bresciana WeArlequin, che si occupa di progettare lo stile delle maglie e di sovrintendere alla loro fabbricazione, eseguita interamente in un raggio di massimo 60 km da Salò. I template non cambiano rispetto all'anno prima: maglia "home" su base blu con inserti verdi sulla destra e il disegno policromo del lago di Garda sul fianco sinistro, maglia esterna bianca con inserti gialli fluorescenti e una banda a tre toni d'azzurro verso destra, terza divisa su due toni di verde acqueo molto scuro. Sulla manica destra di tutte le divise campeggia il disegno del leone. Gli sponsor ufficiali principali sono: Feralpi Group, Automazioni industriali Capitanio, Forsteel, Unicom, Fonte Tavina, Farogames, con l'aggiunta di ulteriori marchi minori.
| Casa | Trasferta | Terza divisa |

## Organigramma societario
Area direttiva
- Presidente: Giuseppe Pasini
- Vicepresidente: Dino Capitanio
- Amministratore delegato: Marco Leali
- Consiglieri: Domenico Bruni, Raimondo Cuccuru, Corrado Defendi, Luigi Salvini, Paolo Zanni
- Segretario generale: Alessandro Bedin
- Direttore generale: Luigi Micheli
- Team manager: Luciano Fusi
- Direttore sportivo: Andrea Ferretti

Area tecnica
- Allenatore: Stefano Vecchi
- Allenatore in seconda: Giovanni Barbugian
- Allenatore dei portieri: Federico Orlandi

Area sanitaria
- Responsabile sanitario: Elisa Inselvini
- Medico sociale: Giovanni Baccanelli
- Preparatore atletico: Marco Bresciani
- Preparatore recupero infortunati: Marco Barbieri
- Fisioterapisti: Paolo Fasani, Stefano Bosio

## Rosa
| N. |                    | Ruolo | Calciatore             |
| -- | ------------------ | ----- | ---------------------- |
| 1  | Italia (bandiera)  | P     | Semuel Pizzignacco     |
| 2  | Italia (bandiera)  | D     | Federico Bergonzi      |
| 3  | Italia (bandiera)  | D     | Mattia Tonetto         |
| 4  | Italia (bandiera)  | D     | Mattia Musatti         |
| 5  | Italia (bandiera)  | D     | Simone Benedetti       |
| 6  | Italia (bandiera)  | D     | Loris Bacchetti        |
| 7  | Italia (bandiera)  | C     | Andrea Palazzi         |
| 8  | Italia (bandiera)  | C     | Davide Balestrero      |
| 9  | Italia (bandiera)  | A     | Iacopo Cernigoi        |
| 9  | Croazia (bandiera) | A     | Karlo Butić            |
| 10 | Italia (bandiera)  | A     | Davide Di Molfetta     |
| 11 | Italia (bandiera)  | A     | Filippo Pittarello     |
| 12 | Italia (bandiera)  | P     | Filippo Neri           |
| 13 | Italia (bandiera)  | D     | Elia Legati (capitano) |
| 14 | Italia (bandiera)  | D     | Ciro Panico            |
| 15 | Italia (bandiera)  | D     | Matteo Di Gennaro      |

| N. |                    | Ruolo | Calciatore           |
| -- | ------------------ | ----- | -------------------- |
| 16 | Italia (bandiera)  | C     | Simone Icardi        |
| 17 | Italia (bandiera)  | A     | Simone Guerra        |
| 19 | Italia (bandiera)  | D     | Alessandro Pilati    |
| 20 | Italia (bandiera)  | A     | Ludovico D'Orazio    |
| 20 | Italia (bandiera)  | A     | Marco Sau            |
| 21 | Italia (bandiera)  | C     | Federico Carraro     |
| 22 | Italia (bandiera)  | P     | Luca Ferretti        |
| 22 | Italia (bandiera)  | P     | Giacomo Volpe        |
| 23 | Italia (bandiera)  | A     | Davide Voltan        |
| 24 | Italia (bandiera)  | C     | Mauro Verzeletti     |
| 25 | Italia (bandiera)  | C     | Mattia Zennaro       |
| 26 | Italia (bandiera)  | A     | Luca Siligardi       |
| 27 | Romania (bandiera) | C     | Denis Hergheligiu    |
| 30 | Italia (bandiera)  | C     | Alessandro Pietrelli |
| 31 | Italia (bandiera)  | D     | Emmanuele Salines    |
| 32 | Italia (bandiera)  | D     | Christian Dimarco    |

## Calciomercato

### Sessione estiva(dall'1/7 all'1/9)
| Acquisti         | Acquisti             | Acquisti     | Acquisti      |
| R.               | Nome                 | da           | Modalità      |
| ---------------- | -------------------- | ------------ | ------------- |
| P                | Semuel Pizzignacco   | L.R. Vicenza | definitivo    |
| P                | Luca Ferretti        | Carpi        | definitivo    |
| P                | Filippo Neri         | Venezia      | prestito      |
| D                | Christian Dimarco    | Inter        | definitivo    |
| D                | Alessandro Pilati    | Sassuolo     | definitivo    |
| D                | Mattia Tonetto       | Frosinone    | definitivo    |
| D                | Simone Benedetti     | Alessandria  | definitivo    |
| C                | Andrea Palazzi       | Alessandria  | definitivo    |
| C                | Alessandro Pietrelli | Bologna      | definitivo    |
| C                | Mattia Zennaro       | Genoa        | prestito      |
| C                | Simone Icardi        | Cittadella   | prestito      |
| A                | Iacopo Cernigoi      | Seregno      | definitivo    |
| A                | Filippo Pittarello   | Cesena       | prestito      |
| A                | Ludovico D'Orazio    | SPAL         | prestito      |
| Altre operazioni |                      |              |               |
| R.               | Nome                 | da           | Modalità      |
| D                | Emanuele Suagher     | Vibonese     | fine prestito |

| Cessioni         | Cessioni           | Cessioni         | Cessioni      |
| R.               | Nome               | a                | Modalità      |
| ---------------- | ------------------ | ---------------- | ------------- |
| P                | Victor De Lucia    | Frosinone        | fine prestito |
| P                | Paolo Venturelli   | Folgore Caratese | definitivo    |
| D                | Alessio Girgi      | Atalanta         | fine prestito |
| D                | Tommaso Farabegoli | Sampdoria        | fine prestito |
| D                | Niccolò Corrado    | Inter            | fine prestito |
| D                | Emanuele Suagher   | Pro Sesto        | definitivo    |
| D                | Samuele Zanini     | Luparense        | prestito      |
| C                | Manuele Castorani  | Ascoli           | fine prestito |
| C                | Mattia Corradi     | Pro Sesto        | definitivo    |
| A                | Alberto Spagnoli   | Ancona           | definitivo    |
| A                | Luca Miracoli      | Sangiuliano City | definitivo    |
| Altre operazioni |                    |                  |               |
| R.               | Nome               | a                | Modalità      |
| C                | Luca Guidetti      |                  | svincolato    |

### Sessione invernale(dal 2/1 al 31/1)
| Acquisti | Acquisti          | Acquisti             | Acquisti   |
| R.       | Nome              | da                   | Modalità   |
| -------- | ----------------- | -------------------- | ---------- |
| P        | Giacomo Volpe     | Arzignano Valchiampo | definitivo |
| D        | Ciro Panico       | Cosenza              | prestito   |
| D        | Matteo Di Gennaro | Triestina            | prestito   |
| A        | Davide Voltan     | Südtirol             | prestito   |
| A        | Karlo Butić       | Pordenone            | definitivo |

| Cessioni | Cessioni          | Cessioni    | Cessioni      |
| R.       | Nome              | a           | Modalità      |
| -------- | ----------------- | ----------- | ------------- |
| P        | Luca Ferretti     | Carpi       | definitivo    |
| D        | Simone Benedetti  | Avellino    | definitivo    |
| D        | Christian Dimarco | Fiorenzuola | prestito      |
| A        | Iacopo Cernigoi   | Crotone     | definitivo    |
| A        | Ludovico D'Orazio | SPAL        | fine prestito |

### Operazioni esterne alle sessioni
| Acquisti | Acquisti  | Acquisti   | Acquisti   |
| R.       | Nome      | da         | Modalità   |
| -------- | --------- | ---------- | ---------- |
| A        | Marco Sau | svincolato | definitivo |

## Risultati

### Serie C

#### Girone di andata
| Arbitro: | Renzi (Pesaro) |

|  |           |                |
|  | Marcatori | 70’ Pittarello |

| Arbitro: | Zanotti (Rimini) |

|  |           |              |
|  | Marcatori | 33’ Boffelli |

| Arbitro: | Milone (Taurianova) |

|  |           |                                       |
|  | Marcatori | 18’ Di Molfetta 66’ (rig.) Pittarello |

| Arbitro: | Gandino (Alessandria) |

|                 |           |  |
| Di Molfetta 66’ | Marcatori |  |

| Arbitro: | Di Francesco (Ostia Lido) |

|  |           |            |
|  | Marcatori | 21’ Icardi |

| Arbitro: | Pascarella (Nocera Inferiore) |

|          |           |            |
| Dezi 42’ | Marcatori | 51’ Icardi |

| Arbitro: | Vingo (Pisa) |

|  |           |               |
|  | Marcatori | 16’ Arrighini |

| Arbitro: | Perri (Roma) |

|                            |           |            |
| Legati 55’ (aut.) Fyda 65’ | Marcatori | 22’ Guerra |

| Arbitro: | Taricone (Perugia) |

|                                                |           |                         |
| Pittarello 21’ (rig.) Siligardi 34’ Guerra 83’ | Marcatori | 46’ (aut.) S. Benedetti |

| Arbitro: | Galipò (Firenze) |

|  |           |                 |
|  | Marcatori | 74’ L. D'Orazio |

| Arbitro: | Petrella (Viterbo) |

|            |           |                                                                |
| Pilati 57’ | Marcatori | 26’ (rig.) Malotti 67’, 82’ Sorrentino 84’ (aut.) S. Benedetti |

| Arbitro: | Giordano (Novara) |

|  |           |                |
|  | Marcatori | 65’ Balestrero |

| Salò 12 novembre 2022, ore 17:30 CET 13ª giornata | Feralpisalò        | 0 – 0 referto | Lecco | Stadio Lino Turina (ca 700 spett.)\| Arbitro: \| Scatena (Avezzano) \| |
| Arbitro:                                          | Scatena (Avezzano) |               |       |                                                                        |

| Mantova 19 novembre 2022, ore 14:30 CET 14ª giornata | Mantova            | 0 – 0 referto | Feralpisalò | Stadio Danilo Martelli (ca 1 500 spett.)\| Arbitro: \| Bonacina (Bergamo) \| |
| Arbitro:                                             | Bonacina (Bergamo) |               |             |                                                                              |

| Arbitro: | Lovison (Padova) |

|             |           |  |
| Zennaro 74’ | Marcatori |  |

| Arbitro: | Mastrodomenico (Matera) |

|                                        |           |               |
| Balestrero 23’ Stramaccioni 76’ (aut.) | Marcatori | 39’ Compagnon |

| Trieste 4 dicembre 2022, ore 14:30 CET 17ª giornata | Triestina          | 0 – 0 referto | Feralpisalò | Stadio Nereo Rocco (4 308 spett.)\| Arbitro: \| Frascaro (Firenze) \| |
| Arbitro:                                            | Frascaro (Firenze) |               |             |                                                                       |

| Arbitro: | Monaldi (Macerata) |

|                                            |           |  |
| Balestrero 2’ Guerra 33’, 48’ Bergonzi 38’ | Marcatori |  |

| Sesto San Giovanni 17 dicembre 2022, ore 14:30 CET 19ª giornata | Pro Sesto                          | 0 – 0 referto | Feralpisalò | Stadio Ernesto Breda (1 031 spett.)\| Arbitro: \| Carrione (Castellammare di Stabia) \| |
| Arbitro:                                                        | Carrione (Castellammare di Stabia) |               |             |                                                                                         |

#### Girone di ritorno
| Arbitro: | Leone (Barletta) |

|                       |           |  |
| Pittarello 36’ (rig.) | Marcatori |  |

| Busto Arsizio 8 gennaio 2023, ore 14:30 CET 21ª giornata | Pro Patria        | 0 – 0 referto | Feralpisalò | Stadio Carlo Speroni (751 spett.)\| Arbitro: \| Cavaliere (Paola) \| |
| Arbitro:                                                 | Cavaliere (Paola) |               |             |                                                                      |

| Arbitro: | Kumara (Verona) |

|  |           |                     |
|  | Marcatori | 51’ (rig.) Cesarini |

| Arbitro: | Emmanuele (Pisa) |

|  |           |            |
|  | Marcatori | 90’ Guerra |

| Arbitro: | Guazolino (Torino) |

|  |           |                            |
|  | Marcatori | 4’ Danti 47’ (aut.) Panico |

| Salò 1º febbraio 2023, ore 18:00 CET 25ª giornata | Feralpisalò            | 0 – 0 referto | Padova | Stadio Lino Turina (ca 550 spett.)\| Arbitro: \| Delrio (Reggio Emilia) \| |
| Arbitro:                                          | Delrio (Reggio Emilia) |               |        |                                                                            |

| Vercelli 5 febbraio 2023, ore 14:30 CET 26ª giornata | Pro Vercelli       | 0 – 0 referto | Feralpisalò | Stadio Silvio Piola (656 spett.)\| Arbitro: \| Virgilio (Trapani) \| |
| Arbitro:                                             | Virgilio (Trapani) |               |             |                                                                      |

| Arbitro: | Marotta (Sapri) |

|               |           |  |
| Siligardi 32’ | Marcatori |  |

| Arbitro: | Tremolada (Monza) |

|               |           |                    |
| Salzano 90+1’ | Marcatori | 42’, 72’ Siligardi |

| Arbitro: | Panettella (Bari) |

|                       |           |            |
| Pittarello 43’ (rig.) | Marcatori | 45’ Pinato |

| Arbitro: | Collu (Cagliari) |

|              |           |                                              |
| Baldassin 9’ | Marcatori | 17’ M. Di Gennaro 57’, 84’ Guerra 70’ Voltan |

| Arbitro: | Pascarella (Nocera Inferiore) |

|                            |           |  |
| Balestrero 49’ Musatti 90’ | Marcatori |  |

| Lecco 15 marzo 2023, ore 18:00 CET 32ª giornata | Lecco                              | 0 – 0 referto | Feralpisalò | Stadio Mario Rigamonti-Mario Ceppi (1 897 spett.)\| Arbitro: \| Carrione (Castellammare di Stabia) \| |
| Arbitro:                                        | Carrione (Castellammare di Stabia) |               |             | |

| Arbitro: | Angelucci (Foligno) |

|                                 |           |            |
| Siligardi 36’, 59’ Guerra 45+1’ | Marcatori | 3’ Bocalon |

| Trento 25 marzo 2023, ore 14:30 CET 34ª giornata | Trento         | 0 – 0 referto | Feralpisalò | Stadio Briamasco (ca 1 100 spett.)\| Arbitro: \| Saia (Palermo) \| |
| Arbitro:                                         | Saia (Palermo) |               |             |                                                                    |

| Arbitro: | Collu (Cagliari) |

|             |           |                                      |
| Huijsen 54’ | Marcatori | 14’ Siligardi 18’ Guerra 30’ Carraro |

| Arbitro: | Emmanuele (Pisa) |

|           |           |  |
| Butić 54’ | Marcatori |  |

| Arbitro: | Rispoli (Locri) |

|                   |           |  |
| Panico 86’ (aut.) | Marcatori |  |

| Arbitro: | Kumara (Verona) |

|                      |           |              |
| Guerra 35’ Butić 54’ | Marcatori | 74’ E. Gerbi |

### Coppa Italia

#### Turni eliminatori
| Arbitro: | Zufferli (Udine) |

|            |           |                                 |
| Voltan 55’ | Marcatori | 34’, 49’ Siligardi 52’ Cernigoi |

| Arbitro: | Cosso (Reggio Calabria) |

|                                 |           |               |
| Deulofeu 12’ (rig.) Success 64’ | Marcatori | 67’ Siligardi |

### Coppa Italia Serie C
| Arbitro: | Rinaldi (Bassano del Grappa) |

|                                      |           |                                                                |
| L. D'Orazio 33’ (rig.) Bacchetti 45’ | Marcatori | 10’ Iocolano 19’ Compagnon 36’ Verduci 69’ Sersanti 86’ Lipari |

### Supercoppa Serie C
| Arbitro: | Sfira (Pordenone) |

|                                 |           |           |
| Tonetto 56’ (aut.) Iemmello 65’ | Marcatori | 54’ Butić |

| Arbitro: | Centi (Terni) |

|                                           |           |                  |
| Pittarello 9’ Zennaro 15’ Siligardi 90+3’ | Marcatori | 57’ Guglielmotti |

## Statistiche

### Statistiche di squadra
| Competizione         | Punti | In casa | In casa | In casa | In casa | In casa | In casa | In trasferta | In trasferta | In trasferta | In trasferta | In trasferta | In trasferta | Totale | Totale | Totale | Totale | Totale | Totale | DR  |
| Competizione         | Punti | G       | V       | N       | P       | Gf      | Gs      | G            | V            | N            | P            | Gf           | Gs           | G      | V      | N      | P      | Gf     | Gs     | DR  |
| -------------------- | ----- | ------- | ------- | ------- | ------- | ------- | ------- | ------------ | ------------ | ------------ | ------------ | ------------ | ------------ | ------ | ------ | ------ | ------ | ------ | ------ | --- |
| Serie C              | 71    | 19      | 11      | 3       | 5       | 23      | 14      | 19           | 9            | 8            | 2            | 18           | 7            | 38     | 20     | 11     | 7      | 41     | 21     | +20 |
| Coppa Italia         | -     | 0       | 0       | 0       | 0       | 0       | 0       | 2            | 1            | 0            | 1            | 4            | 3            | 2      | 1      | 0      | 1      | 4      | 3      | +1  |
| Coppa Italia Serie C | -     | 1       | 0       | 0       | 1       | 2       | 5       | 0            | 0            | 0            | 0            | 0            | 0            | 1      | 0      | 0      | 1      | 2      | 5      | -3  |
| Supercoppa Serie C   | -     | 1       | 1       | 0       | 0       | 3       | 1       | 1            | 0            | 0            | 1            | 1            | 2            | 2      | 1      | 0      | 1      | 4      | 3      | +1  |
| Totale               | -     | 21      | 12      | 3       | 6       | 28      | 20      | 22           | 10           | 8            | 4            | 23           | 12           | 43     | 22     | 11     | 10     | 51     | 32     | +19 |

### Andamento in campionato
| Giornata  | 1 | 2  | 3 | 4 | 5 | 6 | 7 | 8 | 9 | 10 | 11 | 12 | 13 | 14 | 15 | 16 | 17 | 18 | 19 | 20 | 21 | 22 | 23 | 24 | 25 | 26 | 27 | 28 | 29 | 30 | 31 | 32 | 33 | 34 | 35 | 36 | 37 | 38 |
| --------- | - | -- | - | - | - | - | - | - | - | -- | -- | -- | -- | -- | -- | -- | -- | -- | -- | -- | -- | -- | -- | -- | -- | -- | -- | -- | -- | -- | -- | -- | -- | -- | -- | -- | -- | -- |
| Luogo     | T | C  | T | C | T | T | C | T | C | T  | C  | T  | C  | T  | C  | C  | T  | C  | T  | C  | T  | C  | T  | C  | C  | T  | C  | T  | C  | T  | C  | T  | C  | T  | T  | C  | T  | C  |
| Risultato | V | P  | V | V | V | N | P | P | V | V  | P  | V  | N  | N  | V  | V  | N  | V  | N  | V  | N  | P  | V  | P  | N  | N  | V  | V  | N  | V  | V  | N  | V  | N  | V  | V  | P  | V  |
| Posizione | 7 | 10 | 6 | 3 | 2 | 3 | 3 | 8 | 5 | 2  | 5  | 3  | 4  | 3  | 3  | 2  | 3  | 1  | 1  | 1  | 2  | 2  | 2  | 2  | 2  | 3  | 1  | 1  | 1  | 1  | 1  | 1  | 1  | 1  | 1  | 1  | 1  | 1  |

Fonte:  Classifica Girone A, su lega-pro.com.
Legenda:

Luogo: C = Casa; T = Trasferta. Risultato: V = Vittoria; N = Pareggio; P = Sconfitta.

### Statistiche dei giocatori
- NB: per i portieri vengono contate le reti subite

| Giocatore      | Serie C  | Serie C | Serie C     | Serie C    | Coppa Italia | Coppa Italia | Coppa Italia | Coppa Italia | Coppa Italia Serie C | Coppa Italia Serie C | Coppa Italia Serie C | Coppa Italia Serie C | Supercoppa Serie C | Supercoppa Serie C | Supercoppa Serie C | Supercoppa Serie C | Totale   | Totale | Totale      | Totale     |
| Giocatore      | Presenze | Reti    | Ammonizioni | Espulsioni | Presenze     | Reti         | Ammonizioni  | Espulsioni   | Presenze             | Reti                 | Ammonizioni          | Espulsioni           | Presenze           | Reti               | Ammonizioni        | Espulsioni         | Presenze | Reti   | Ammonizioni | Espulsioni |
| -------------- | -------- | ------- | ----------- | ---------- | ------------ | ------------ | ------------ | ------------ | -------------------- | -------------------- | -------------------- | -------------------- | ------------------ | ------------------ | ------------------ | ------------------ | -------- | ------ | ----------- | ---------- |
| L. Bacchetti   | 22       | 0       | 10          | 0          | 2            | 0            | 0            | 0            | 1                    | 0                    | 0                    | 0                    | 0                  | 0                  | 0                  | 0                  | 25       | 0      | 10          | 0          |
| D. Balestrero  | 34       | 4       | 14          | 0          | 2            | 0            | 0            | 0            | 1                    | 0                    | 0                    | 0                    | 2                  | 0                  | 0                  | 0                  | 39       | 4      | 14          | 0          |
| S. Benedetti   | 11       | 0       | 0           | 0          | 0            | 0            | 0            | 0            | 0                    | 0                    | 0                    | 0                    | 0                  | 0                  | 0                  | 0                  | 11       | 0      | 0           | 0          |
| F. Bergonzi    | 31       | 1       | 2           | 1          | 2            | 0            | 0            | 0            | 1                    | 0                    | 0                    | 0                    | 2                  | 0                  | 0                  | 0                  | 36       | 1      | 2           | 1          |
| K. Butić       | 12       | 2       | 2           | 0          | 0            | 0            | 0            | 0            | 0                    | 0                    | 0                    | 0                    | 2                  | 1                  | 0                  | 0                  | 14       | 3      | 2           | 0          |
| F. Carraro     | 22       | 1       | 3           | 0          | 1            | 0            | 0            | 0            | 1                    | 0                    | 0                    | 0                    | 2                  | 0                  | 0                  | 0                  | 26       | 1      | 3           | 0          |
| I. Cernigoi    | 19       | 0       | 0           | 0          | 2            | 1            | 1            | 0            | 0                    | 0                    | 0                    | 0                    | 0                  | 0                  | 0                  | 0                  | 21       | 1      | 1           | 0          |
| M. Di Gennaro  | 11       | 1       | 6           | 0          | 0            | 0            | 0            | 0            | 0                    | 0                    | 0                    | 0                    | 2                  | 0                  | 0                  | 0                  | 13       | 1      | 6           | 0          |
| C. Dimarco     | 8        | 0       | 0           | 0          | 0            | 0            | 0            | 0            | 0                    | 0                    | 0                    | 0                    | 0                  | 0                  | 0                  | 0                  | 8        | 0      | 0           | 0          |
| D. Di Molfetta | 16       | 2       | 1           | 0          | 2            | 0            | 0            | 0            | 0                    | 0                    | 0                    | 0                    | 0                  | 0                  | 0                  | 0                  | 18       | 2      | 1           | 0          |
| L. D'Orazio    | 18       | 1       | 0           | 0          | 0            | 0            | 0            | 0            | 1                    | 1                    | 0                    | 0                    | 0                  | 0                  | 0                  | 0                  | 19       | 2      | 0           | 0          |
| L. Ferretti    | 0        | 0       | 0           | 0          | 0            | 0            | 0            | 0            | 1                    | -5                   | 0                    | 0                    | 0                  | 0                  | 0                  | 0                  | 1        | -5     | 0           | 0          |
| M. Gualandris  | 0        | 0       | 0           | 0          | 0            | 0            | 0            | 0            | 1                    | 0                    | 1                    | 0                    | 0                  | 0                  | 0                  | 0                  | 1        | 0      | 1           | 0          |
| S. Guerra      | 34       | 10      | 5           | 0          | 2            | 0            | 0            | 0            | 1                    | 0                    | 0                    | 0                    | 2                  | 0                  | 0                  | 0                  | 39       | 10     | 5           | 0          |
| D. Hergheligiu | 22       | 0       | 2           | 0          | 0            | 0            | 0            | 0            | 1                    | 0                    | 0                    | 0                    | 2                  | 0                  | 0                  | 0                  | 25       | 0      | 2           | 0          |
| S. Icardi      | 24       | 2       | 5           | 0          | 0            | 0            | 0            | 0            | 1                    | 0                    | 0                    | 0                    | 0                  | 0                  | 0                  | 0                  | 25       | 2      | 5           | 0          |
| E. Legati      | 22       | 0       | 8           | 0          | 2            | 0            | 0            | 0            | 1                    | 0                    | 0                    | 0                    | 0                  | 0                  | 0                  | 0                  | 25       | 0      | 8           | 0          |
| M. Musatti     | 15       | 1       | 1           | 0          | 0            | 0            | 0            | 0            | 1                    | 0                    | 1                    | 0                    | 1                  | 0                  | 0                  | 0                  | 17       | 1      | 2           | 0          |
| F. Neri        | 0        | 0       | 0           | 0          | 0            | 0            | 0            | 0            | 0                    | 0                    | 0                    | 0                    | 0                  | 0                  | 0                  | 0                  | 0        | 0      | 0           | 0          |
| A. Palazzi     | 23       | 0       | 4           | 0          | 0            | 0            | 0            | 0            | 0                    | 0                    | 0                    | 0                    | 2                  | 0                  | 0                  | 0                  | 25       | 0      | 4           | 0          |
| C. Panico      | 11       | 0       | 2           | 0          | 0            | 0            | 0            | 0            | 0                    | 0                    | 0                    | 0                    | 0                  | 0                  | 0                  | 0                  | 11       | 0      | 2           | 0          |
| A. Pietrelli   | 16       | 0       | 2           | 0          | 1            | 0            | 0            | 0            | 1                    | 0                    | 0                    | 0                    | 1                  | 0                  | 0                  | 0                  | 19       | 0      | 2           | 0          |
| A. Pilati      | 28       | 1       | 8           | 0          | 2            | 0            | 1            | 0            | 0                    | 0                    | 0                    | 0                    | 2                  | 0                  | 0                  | 0                  | 32       | 1      | 9           | 0          |
| F. Pittarello  | 34       | 5       | 5           | 0          | 2            | 0            | 0            | 0            | 1                    | 0                    | 0                    | 0                    | 2                  | 1                  | 0                  | 0                  | 39       | 6      | 5           | 0          |
| S. Pizzignacco | 37       | -20     | 2           | 0          | 2            | -3           | 0            | 0            | 0                    | 0                    | 0                    | 0                    | 2                  | -3                 | 0                  | 0                  | 41       | -26    | 2           | 0          |
| M. Sau         | 5        | 0       | 0           | 0          | 0            | 0            | 0            | 0            | 0                    | 0                    | 0                    | 0                    | 0                  | 0                  | 0                  | 0                  | 5        | 0      | 0           | 0          |
| E. Salines     | 23       | 0       | 6           | 0          | 2            | 0            | 0            | 0            | 0                    | 0                    | 0                    | 0                    | 1                  | 0                  | 0                  | 0                  | 26       | 0      | 6           | 0          |
| L. Siligardi   | 30       | 7       | 5           | 0          | 2            | 3            | 0            | 0            | 1                    | 0                    | 0                    | 0                    | 2                  | 1                  | 0                  | 0                  | 35       | 11     | 5           | 0          |
| M. Tonetto     | 20       | 0       | 2           | 1          | 1            | 0            | 0            | 0            | 1                    | 0                    | 0                    | 0                    | 2                  | 0                  | 1                  | 0                  | 24       | 0      | 3           | 1          |
| M. Verzeletti  | 1        | 0       | 0           | 0          | 2            | 0            | 1            | 0            | 0                    | 0                    | 0                    | 0                    | 0                  | 0                  | 0                  | 0                  | 3        | 0      | 1           | 0          |
| G. Volpe       | 1        | -1      | 0           | 0          | 0            | 0            | 0            | 0            | 0                    | 0                    | 0                    | 0                    | 0                  | 0                  | 0                  | 0                  | 1        | -1     | 0           | 0          |
| D. Voltan      | 13       | 1       | 4           | 0          | 0            | 0            | 0            | 0            | 0                    | 0                    | 0                    | 0                    | 0                  | 0                  | 0                  | 0                  | 13       | 1      | 4           | 0          |
| M. Zennaro     | 30       | 1       | 9           | 1          | 2            | 0            | 0            | 0            | 0                    | 0                    | 0                    | 0                    | 2                  | 1                  | 0                  | 0                  | 34       | 2      | 9           | 1          |

### Annotazioni
1. ↑  Pro Vercelli (9 ottobre 2022), Virtus Verona (29 gennaio 2023), Arzignano Valchiampo (11 febbraio 2023)
2. 1 2 3 4 5 6 7 8 9 10  Ceduto durante la sessione invernale di calciomercato
3. 1 2 3 4 5 6 7 8 9 10  Acquistato durante la sessione invernale di calciomercato
4. 1 2  Acquistato a febbraio 2023
5. ↑  Calciatore facente parte della formazione primavera e aggregato alla prima squadra solo in occasione di una gara valevole per il secondo turno di Coppa Italia Serie C

### Fonti
1. ↑   Stadio, su feralpisalo.it. URL consultato il 9 luglio 2022 (archiviato dall'url originale il 19 maggio 2021).
2. ↑   Stefano Vecchi, comunicato ufficiale, su feralpisalo.it, 14 luglio 2022. URL consultato il 14 luglio 2022.
3. ↑   Coppa Italia, sarà Udinese-Feralpisalò. Sudtirol battuto 3-1, su tuttosport.com, 30 luglio 2022. URL consultato il 30 luglio 2022.
4. ↑   COPPA ITALIA 2022/23, UDINESE AL 2° TURNO: VITTORIA 2-1 SULLA FERALPISALÒ, su eurosport.it, 5 agosto 2022. URL consultato il 5 agosto 2022.
5. ↑   Feralpisalò, partenza lanciata: battuto in trasferta l'Albinoleffe, su bresciaoggi.it, 3 settembre 2022. URL consultato il 7 settembre 2022.
6. ↑   La FeralpiSalò di misura supera la Virtus Verona e vola in vetta, su giornaledibrescia.it, 24 settembre 2022. URL consultato il 24 settembre 2022.
7. ↑   Seconda sconfitta consecutiva per la Feralpisalò, su bresciatoday.it, 16 ottobre 2022. URL consultato il 17 ottobre 2022.
8. ↑   Pordenone, errore di Burrai: la Feralpisalò espugna il Teghil, su messaggeroveneto.gelocal.it, 23 ottobre 2022. URL consultato il 23 ottobre 2022.
9. ↑   Il Renate travolge la FeralpiSalò al Turina 4-1, su giornaledibrescia.it, 30 ottobre 2022. URL consultato il 30 ottobre 2022.
10. ↑   FeralpiSalò eliminata dalla Coppa Italia: la Juventus Next Gen vince 5-2, su giornaledibrescia.it, 2 novembre 2022. URL consultato il 2 novembre 2022.
11. ↑   Si chiude senza reti la sfida del Rocco: parità per FeralpiSalò e Triestina, su giornaledibrescia.it, 4 dicembre 2022. URL consultato il 4 dicembre 2022.
12. ↑   Serie C, Vicenza-Feralpisalò 0-1: la rabbia del Menti dopo il ko del Lane, su corrieredelveneto.corriere.it, 22 novembre 2022. URL consultato il 4 dicembre 2022.
13. ↑   La Feralpisalò travolge il Novara ed è prima in classifica, su giornaledibrescia.it, 11 dicembre 2022. URL consultato il 12 dicembre 2022.
14. ↑   La FeralpiSalò pareggia contro la Pro Sesto ed è campione d'inverno, su giornaledibrescia.it, 17 dicembre 2022. URL consultato il 17 dicembre 2022.
15. ↑   Impresa Piacenza, battuta in casa la capolista Feralpisalò (0-1), su piacenzasera.it, 14 gennaio 2023. URL consultato il 3 marzo 2023.
16. ↑   Feralpisalò-Virtus Verona 0-2, clamoroso crollo casalingo dei Leoni del Garda: Fresco sorride, arrivano tre punti salvezza, su trivenetogoal.it, 29 gennaio 2023. URL consultato il 3 marzo 2023.
17. ↑   L’Arzignano Valchiampo cade nella “gabbia” dei leoni della Feralpisalò, su sportvicentino.it, 12 febbraio 2023. URL consultato il 3 marzo 2023.
18. ↑   La FeralpiSalò pareggia 1-1 contro il Pordenone e torna in vetta, su giornaledibrescia.it, 27 febbraio 2023. URL consultato il 3 marzo 2023.
19. ↑   Feralpisalò, contro il Renate un poker d'autore che ribadisce il primato, su bresciaoggi.it, 5 marzo 2023. URL consultato il 5 marzo 2023.
20. ↑   La FeralpiSalò batte anche il Vicenza e vola in testa da sola, su giornaledibrescia.it, 12 marzo 2023. URL consultato il 12 marzo 2023.
21. ↑   Feralpisalò, tris al Mantova: la Serie B è più vicina, su bresciaoggi.it, 19 marzo 2023. URL consultato il 20 marzo 2023.
22. ↑   FeralpiSalò, battuta anche la Juventus Next Gen: la serie B è sempre più vicina, su giornaledibrescia.it, 2 aprile 2023. URL consultato il 2 aprile 2023.
23. ↑   La Feralpisalò conquista una storica promozione in serie B, su sportmediaset.mediaset.it, 8 aprile 2023. URL consultato l'8 aprile 2023.
24. ↑   Supercoppa Serie C: Catanzaro-Feralpisalò 2-1, su lega-pro.com, 29 aprile 2023. URL consultato il 13 maggio 2023.
25. ↑   Supercoppa Serie C: la Reggiana gioca un tempo, la Feralpisalò vince 3-1, su reggionline.com, 6 maggio 2023. URL consultato il 13 maggio 2023.
26. ↑  La prima volta... "Non si scorda mai!" - facebook.com/passionemaglie, 14 ago 2023
27. ↑   Semuel Pizzignacco, comunicato ufficiale, su feralpisalo.it, 14 luglio 2022. URL consultato il 14 luglio 2022.
28. ↑   Luca Ferretti, comunicato ufficiale, su feralpisalo.it, 5 luglio 2022. URL consultato il 9 luglio 2022.
29. ↑   Filippo Neri, comunicato ufficiale, su feralpisalo.it, 30 agosto 2022. URL consultato il 30 agosto 2022.
30. ↑   Christian Dimarco, comunicato ufficiale, su feralpisalo.it, 8 luglio 2022. URL consultato il 9 luglio 2022.
31. ↑   Alessandro Pilati, comunicato ufficiale, su feralpisalo.it, 15 luglio 2022. URL consultato il 15 luglio 2022.
32. ↑   Mattia Tonetto, comunicato ufficiale, su feralpisalo.it, 15 luglio 2022. URL consultato il 15 luglio 2022.
33. ↑   Simone Benedetti, comunicato ufficiale, su feralpisalo.it, 23 agosto 2022. URL consultato il 23 agosto 2022.
34. 1 2   Andrea Palazzi, comunicato ufficiale, su feralpisalo.it, 21 luglio 2022. URL consultato il 21 luglio 2022.
35. ↑   Mattia Zennaro, comunicato ufficiale, su feralpisalo.it, 7 luglio 2022. URL consultato il 9 luglio 2022.
36. ↑   Simone Icardi, comunicato ufficiale, su feralpisalo.it, 1º settembre 2022. URL consultato il 2 settembre 2022.
37. ↑   Iacopo Cernigoi, comunicato ufficiale, su feralpisalo.it, 15 luglio 2022. URL consultato il 15 luglio 2022.
38. ↑   Filippo Pittarello, comunicato ufficiale, su feralpisalo.it, 29 luglio 2022. URL consultato il 29 luglio 2022.
39. ↑   Ludovico D'Orazio, comunicato ufficiale, su feralpisalo.it, 19 agosto 2022. URL consultato il 20 agosto 2022.
40. ↑   Feralpisalò, è addio con Corrado. Torna all'Inter, sarà girato alla Ternana, su tuttoc.com, 11 giugno 2022. URL consultato il 9 luglio 2022.
41. ↑   Benvenuto Emanuele Suagher!, su prosesto1913.com, 25 agosto 2022. URL consultato il 26 agosto 2022 (archiviato dall'url originale il 26 agosto 2022).
42. ↑   Samuele Zanini, comunicato ufficiale, su feralpisalo.it, 25 agosto 2022. URL consultato il 2 settembre 2022.
43. ↑   Mattia Corradi arriva in Pro Sesto, su prosesto1913.com, 5 agosto 2022. URL consultato il 13 febbraio 2023.
44. ↑   Alberto Spagnoli, comunicato ufficiale [collegamento interrotto], su feralpisalo.it, 1º luglio 2022. URL consultato il 9 luglio 2022.
45. ↑   Luca Miracoli, comunicato ufficiale, su feralpisalo.it, 26 luglio 2022. URL consultato il 28 luglio 2022.
46. ↑   Feralpisalò, Guidetti e Corradi ai saluti: Pro Sesto e Sangiuliano in pole, su tuttoc.com, 11 luglio 2022. URL consultato il 12 luglio 2022.
47. ↑   Giacomo Volpe, comunicato ufficiale, su feralpisalo.it, 18 gennaio 2023. URL consultato il 18 gennaio 2023.
48. ↑   Ciro Panico, comunicato ufficiale, su feralpisalo.it, 10 gennaio 2023. URL consultato il 10 gennaio 2023.
49. ↑   Matteo Di Gennaro, comunicato ufficiale, su feralpisalo.it, 31 gennaio 2023. URL consultato il 31 gennaio 2023.
50. ↑   Davide Voltan, comunicato ufficiale, su feralpisalo.it, 3 gennaio 2023. URL consultato il 4 gennaio 2023.
51. ↑   Karlo Butić, comunicato ufficiale, su feralpisalo.it, 13 gennaio 2023. URL consultato il 13 gennaio 2023.
52. ↑   Luca Ferretti, comunicato ufficiale, su feralpisalo.it, 18 gennaio 2023. URL consultato il 18 gennaio 2023.
53. ↑   Simone Benedetti, comunicato ufficiale, su feralpisalo.it, 21 gennaio 2023. URL consultato il 21 gennaio 2023.
54. ↑   Christian Dimarco, comunicato ufficiale, su feralpisalo.it, 31 gennaio 2023. URL consultato il 31 gennaio 2023.
55. ↑   Iacopo Cernigoi, comunicato ufficiale, su feralpisalo.it, 12 gennaio 2023. URL consultato il 12 gennaio 2023.
56. ↑   Ludovico D'Orazio, comunicato ufficiale, su feralpisalo.it, 31 gennaio 2023. URL consultato il 31 gennaio 2023.
57. ↑   Marco Sau, comunicato ufficiale, su feralpisalo.it, 25 febbraio 2023. URL consultato il 25 febbraio 2023.